# 千葉和彥
千葉和彥（1985年6月21日—），日本足球運動員，現效力日職球隊新潟天鵝，前日本國家足球隊成員。

## 俱樂部生涯
千叶和彦生于1985年7月21日，司职后卫，毕业于日生学园第二高等学校。2003年加盟荷甲球队阿珀尔多伦。一年后加盟多德勒支。千叶和彦已经回到了日本，加盟了新潟天鹅。
千叶和彦从2012年开始效力广岛三箭7个赛季，经历了球队三次夺得联赛冠军。但上赛季出场机会减少，联赛最终出赛11场。 
名古屋鲸鱼25日宣布从广岛三箭转会获得后卫千叶和彦。
2014年2月25日，亚冠小组赛F组的首轮比赛中，北京国安客场1比1战平广岛三箭。第78分钟，广岛三箭千叶和彦将比分扳为1比1，最终双方战为1-1平。
2015年世俱杯1/4决赛日职联赛冠军广岛三箭3-0战胜非洲冠军联赛冠军民主刚果马泽姆贝，晋级半决赛，将与阿根廷河床争夺决赛名额。第56分钟，千叶和彦头球破门。

## 國家隊生涯
2007年没有任何国家队各级别上陣情况下被反町康治招入国奥队，入选2008年奥运会四人候补名额。

## 外部連結
- 名古屋グランパスによる公式プロフィール
- 公式ブログ（页面存档备份，存于）
- 千葉和彥在Soccerway.com（英语）
- 千葉和彥在WorldFootball.net（英语）
- 千葉和彥在National-Football-Teams.com（英语）
- 千葉和彥在kicker（德语）
- 千葉和彥在FBref.com（英语）
- 千葉和彥在J.League（日语）
- 千葉和彥在FootballDatabase.eu（英语）
- 千葉和彥在Transfermarkt（英语）
- 千葉和彥在AS.com（西班牙语）